# Бріттані Лавердюр
Бріттані Лавердюр (англ. Brittanee Laverdure; нар. 1 березня 1982, Вільямс-Лейк, Британська Колумбія) — канадська борчиня вільного стилю, бронзова призерка чемпіонату світу, срібна та дворазова бронзова призерка Панамериканських чемпіонатів, срібна призерка Ігор Співдружності.

## Біографія
Боротьбою почала займається з 2000 року. Виступала за борцівський клуб Калгарі.

## Виступи на Чемпіонатах світу
| Змагання                        | Збірна | Вагова категорія          | Місце  |
| ------------------------------- | ------ | ------------------------- | ------ |
| Чемпіонат світу з боротьби 2007 | Канада | жіноча боротьба, до 59 кг | 5      |
| Чемпіонат світу з боротьби 2008 | Канада | жіноча боротьба, до 55 кг | Бронза |
| Чемпіонат світу з боротьби 2012 | Канада | жіноча боротьба, до 55 кг | 5      |
| Чемпіонат світу з боротьби 2014 | Канада | жіноча боротьба, до 55 кг | 12     |

### Виступи на Панамериканських чемпіонатах
| Змагання                                   | Збірна | Вагова категорія          | Місце  |
| ------------------------------------------ | ------ | ------------------------- | ------ |
| Панамериканський чемпіонат з боротьби 2007 | Канада | жіноча боротьба, до 55 кг | Бронза |
| Панамериканський чемпіонат з боротьби 2011 | Канада | жіноча боротьба, до 55 кг | 8      |
| Панамериканський чемпіонат з боротьби 2012 | Канада | жіноча боротьба, до 55 кг | 7      |
| Панамериканський чемпіонат з боротьби 2014 | Канада | жіноча боротьба, до 53 кг | Срібло |
| Панамериканський чемпіонат з боротьби 2015 | Канада | жіноча боротьба, до 55 кг | Бронза |

### Виступи на Кубках світу
| Змагання                    | Збірна | Вагова категорія          | Місце |
| --------------------------- | ------ | ------------------------- | ----- |
| Кубок світу з боротьби 2010 | Канада | жіноча боротьба, до 55 кг | 9     |
| Кубок світу з боротьби 2013 | Канада | жіноча боротьба, до 55 кг | 7     |

### Виступи на інших змаганнях
| Змагання                                        | Збірна | Вагова категорія          | Місце  |
| ----------------------------------------------- | ------ | ------------------------- | ------ |
| Гран-прі Німеччини з боротьби 2004              | Канада | жіноча боротьба, до 55 кг | 10     |
| Austrian Ladies Open 2004                       | Канада | жіноча боротьба, до 55 кг | 5      |
| Міжнародний меморіал Дейва Шульца 2005          | Канада | жіноча боротьба, до 55 кг | Срібло |
| Чемпіонат світу з боротьби серед студентів 2006 | Канада | жіноча боротьба, до 55 кг | 8      |
| Міжнародний меморіал Дейва Шульца 2007          | Канада | жіноча боротьба, до 55 кг | 4      |
| Гран-прі Німеччини з боротьби 2007              | Канада | жіноча боротьба, до 55 кг | Бронза |
| Міжнародний меморіал Дейва Шульца 2009          | Канада | жіноча боротьба, до 55 кг | Золото |
| Турнір Дана Колова — Николи Петрова 2009        | Канада | жіноча боротьба, до 55 кг | Срібло |
| Міжнародний меморіал Дейва Шульца 2010          | Канада | жіноча боротьба, до 55 кг | Золото |
| Всесвітні ігри бойових мистецтв 2010            | Канада | жіноча боротьба, до 55 кг | Золото |
| Чемпіонат світу з боротьби серед студентів 2010 | Канада | жіноча боротьба, до 55 кг | Золото |
| Гран-прі Туркуена з боротьби 2011               | Канада | жіноча боротьба, до 55 кг | Срібло |
| Austrian Ladies Open 2011                       | Канада | жіноча боротьба, до 55 кг | Золото |
| Київський Міжнародний турнір з боротьби 2011    | Канада | жіноча боротьба, до 55 кг | 5      |
| Кубок Канади з боротьби 2012                    | Канада | жіноча боротьба, до 55 кг | Золото |
| Гран-прі Іспанії з боротьби 2012                | Канада | жіноча боротьба, до 55 кг | 5      |
| Гран-прі Іспанії з боротьби 2013                | Канада | жіноча боротьба, до 55 кг | 9      |
| Гран-прі Німеччини з боротьби 2014              | Канада | жіноча боротьба, до 53 кг | Бронза |
| Кубок Канади з боротьби 2014                    | Канада | жіноча боротьба, до 53 кг | Золото |
| Nordhagen Classics 2015                         | Канада | жіноча боротьба, до 53 кг | Золото |
| Klippan Lady Open 2015                          | Канада | жіноча боротьба, до 53 кг | 8      |
| Турнір «Олімпія» 2015                           | Канада | жіноча боротьба, до 53 кг | Срібло |
| Гран-прі Німеччини з боротьби 2015              | Канада | жіноча боротьба, до 53 кг | 9      |
| Гран-прі Іспанії з боротьби 2015                | Канада | жіноча боротьба, до 53 кг | 22     |

### Виступи на змаганнях молодших вікових груп
| Змагання                                      | Збірна | Вагова категорія          | Місце |
| --------------------------------------------- | ------ | ------------------------- | ----- |
| Чемпіонат світу з боротьби серед юніорів 2001 | Канада | жіноча боротьба, до 54 кг | 14    |